# Stanley Kramer
Stanley Earl Kramer (Brooklyn, 1913. szeptember 29. – Woodland Hills, 2001. február 19.) Golden Globe- és kétszeres BAFTA-díjas amerikai filmrendező és producer. Mint független producer és rendező olyan aktuális társadalmi kérdésekre hívta fel a figyelmet, amelyeket a legtöbb stúdió elkerült. Filmjeiben olyan témák szerepeltek, mint a rasszizmus, a kapzsiság, kreacionizmus, a nácizmus okai és hatásai.
Steven Spielberg „hihetetlenül tehetséges látnokként” jellemezte, aki világ lelkiismeretére is hatással volt. Barátja, Kevin Spacey a 2015-ös Golden Globe-díj átvételi beszédében minden idők egyik nagy filmesének nevezte.

## Pályakép
Stanley Kramer New Yorkban született. Szülei zsidók voltak, és miután nagyon fiatalon elváltak, alig emlékezett apjára. Édesanyja a Paramount Pictures New York-i irodájában dolgozott. Nagybátyja, Earl Kramer a Universal Pictures filmforgalmazójaként dolgozott.
Kramer a bronxi DeWitt Clinton High Schoolba járt, ahol tizenöt évesen leérettségizett. Ezután beiratkozott a New York-i Egyetemre, ahol a Pi Lambda Phi testvériség tagja lett, és heti rovatot írt a Medley újságba.
1933-ban szerzett üzleti adminisztrátori diplomát. Kramer fizetett szakmai gyakorlatot szerzett a 20th Century Fox forgatókönyvírói részlegénél Hollywoodban.
Az 1950-es, -60-as években, amelyeket a kommunizmusellenesség és az ideológiai konfliktusok jellemeztek, Stanley Kramer azon kevés hollywoodi rendezők egyike volt, akinek volt bátorsága filmet csinálni az akkoriban politikailag vitatott témákról −  és sikereket ért el velük. Filmes témái az afroamerikaiak és a fehérek közötti kapcsolatok, a véleménynyilvánítás szabadságáért folytatott harc, a nukleáris fegyverek veszélyei és a holokauszt voltak − sok más mellett.
Számos filmje ma már klasszikusnak számít.
A kritikusabb hangok azzal vádolták Kramert, hogy „üzenőfilmjeivel” prédikált és időnként szentimentálissá vált.
Filmproducerként is hírnevet szerzett magának, és producerként elért eredményeiért megkapta az Irving G. Thalberg emlékdíjat.
Számos alkalommal jelölték Oscar-díjra, de egyszer sem kapta meg. 1961-ben azonban megkapta a Golden Globe-díjat a különleges művészi tisztességért járó különdíjként, 1962-ben pedig az 1947-es nürnbergi jogi eljárásról szóló filmjéért (Ítélet Nürnbergben) a legjobb rendezés díjat kapta meg.

## Filmjei
- 1942: Az ördög sarkantyúja (The Moon and Sixpence) – társproducer
- 1950: Férfisors (The Men) – producer
- 1950: Cyrano de Bergerac – producer
- 1951: Az ügynök halála (Death of a Salesman) – producer
- 1952: A mesterlövész (The Sniper) – producer
- 1952: Délidő (High Noon) – producer
- 1952: The Member of the Wedding – producer
- 1953: The Juggler – producer
- 1953: A vad (The Wild One) – producer
- 1954: Zendülés a Caine hadihajón (The Caine Mutiny) – producer
- 1955: Nem úgy, mint egy idegen (Not as a Stranger) – rendező, producer
- 1957: Büszkeség és szenvedély (The Pride and the Passion) – rendező, producer
- 1958: A megbilincseltek (The Defiant Ones)[7] – rendező, producer
- 1959: Az utolsó part (On the Beach) – rendező, producer
- 1960: Aki szelet vet (Inherit the Wind) – rendező, producer
- 1961: Ítélet Nürnbergben (Judgment at Nuremberg) – rendező, producer
- 1962: Nyomás alatt (Pressure Point) – producer
- 1963: Gyermeki várakozás (A Child Is Waiting) – producer
- 1963: Bolond, bolond világ (It’s a Mad, Mad, Mad, Mad World) – rendező, producer
- 1965: Bolondok hajója (Ship of Fools) – rendező, producer
- 1967: Találd ki, ki jön vacsorára (Guess Who’s Coming to Dinner) – rendező, producer
- 1969: Santa Vittoria titka (The Secret of Santa Vittoria) – rendező, producer
- 1970: R.P.M. – rendező, producer
- 1971: Áldd meg az állatokat és a gyermekeket (Bless the Beasts and Children) – rendező, producer
- 1973: Oklahoma olaja (Oklahoma Crude) – rendező, producer
- 1974: Judgment: The Trial of Julius and Ethel Rosenberg), tévéfilm – rendező, producer
- 1975: Judgment: The Court Martial of Lieutenant William Calley), tévéfilm – rendező, producer
- 1977: A dominó elv (The Domino Principle) – rendező, producer
- 1979: Édes vétkezés (The Runner Stumbles) – rendező, producer

## Díjak
- Az egyenetlen kritikai fogadtatás ellenére Kramer munkássága számos díjat kapott, köztük 16 Oscar-díj jelölést; és kilencszer jelölték Oscarra producerként.
- 1961: Irving G. Thalberg-emlékdíj
- 1998: NAACP (National Association for the Advancement of Colored People) Vanguard Award
- 2002: Stanley Kramer-díj − (azoknak ítélik oda, akiknek munkája „drámailag illusztrálja a provokatív társadalmi kérdéseket”).